# ارکستر ملی سلطنتی اسکاتلند
ارکستر ملی سلطنتی اسکاتلند (گیلی اسکاتلندی: Orcastra Nàiseanta Rìoghail na h-Alba) یکی از پنج ارکستر بین‌المللی اسکاتلند است که در گلاسگو واقع شده و در طول فعالیتش، نقش مهمی در تاریخ موسیقی اسکاتلند ایفا نموده‌است.

## برخی از رهبران ارکستر مشهور
- جرج هنشل (۱۸۹۳–۱۸۹۵)
- جان باربیرولی (۱۹۳۳–۱۹۳۶)
- جرج سل (۱۹۳۷–۱۹۳۹)
- هانس سواروفسکی (۱۹۵۷–۱۹۵۹)
- نیمه یروی (۱۹۸۴–۱۹۸۸)
- پیتر اوندجیان (۲۰۱۲–۲۰۱۸)
- توماس سونرگارد (۲۰۱۸ تاکنون)